# Gonomyia (Gonomyia) queribunda
Gonomyia (Gonomyia) queribunda is een tweevleugelige uit de familie steltmuggen (Limoniidae). De soort komt voor in het Neotropisch gebied.